# 東京都立清瀬高等学校
東京都立清瀬高等学校（とうきょうとりつ きよせこうとうがっこう）は、東京都清瀬市松山三丁目に所在する都立高等学校。

## 概要
「情熱・誠実・理想」が校訓。都の重点支援校に指定以来、校内改革が進んでおり、東京学芸大学などと提携した授業や、希望者対象の「モーニングレッスン」と呼ばれる英語補習、夏休みには有名大学を目指した特別進学講座などが行われている。部活動も盛んで、ソフトテニス部が東京屈指の強豪として知られており、関東大会の出場常連校である。
学校行事は生徒が主体となって行われるため、毎年とても盛り上がりを見せる。
緑に囲まれる立地のため、空気がよく、落ち着いた校風である。

## 沿革
- 1973年4月1日 - 開校。
- 2008年 - 都教育委員会から「重点支援校」に指定

## 交通
- 西武池袋線清瀬駅より徒歩7分
- 西武バス清11・武13「保育園入口」より徒歩1分

## 部活動
ソフトテニス部の強豪校。男子は10年、女子は6年連続関東大会出場。男子ソフトテニス部は「東京アスリート育成推進校」に指定されている。2011年度入試からソフトテニスのスポーツ特別推薦を導入。
硬式野球部が、2006年秋季都大会ブロック予選決勝にて昨夏の甲子園優勝校である早稲田実業を8-7で破る殊勲を挙げた。
ダンス部が『春の日本高校ダンス部選手権』東日本大会において、2016年入賞を受賞している。

## 著名な出身者
- 金原亭世之介（落語家）
- 清水市代（女流棋士）
- 谷地健吾（NHKアナウンサー）
- 斉藤進（元衆議院議員）
- 西岡真一郎（元小金井市長）
- FROGMAN（CGクリエーター、アニメーション監督）
- 阿久津陽一郎（劇団四季の俳優）
- 宮崎智彦（プロサッカー選手）
- 小山恭輔（競泳選手）
- 山本善一(宇宙科学研究所教授)
- 夕日(ギタリスト、NEEとBEYONDGHOSTSで活動)